# Уренгой
Уренго́й (нен. Пюра ңо) — посёлок городского типа в Пуровском районе Ямало-Ненецкого автономного округа России.
Население — 5845 чел. (2021).

## География
Расположен вблизи Полярного круга на берегу реки Пур в 245 км от её устья, в междуречье её притоков Большая и Малая Хадырьяха, недалеко от впадения в неё реки Ево-Яха. Имеется речной порт.
В 15 км от Уренгоя на левом берегу Пура расположен микрорайон Коротчаево с железнодорожной станцией Коротчаево, находящейся на линии Тюмень — Сургут — Новый Уренгой. От районного центра города Тарко-Сале посёлок Уренгой удалён на 150 км. Связь с Коротчаевом осуществляется по автомобильной дороге через Пуровский мост.

## История
В 1932 году на правом берегу реки Пур возникла ненецкая фактория Уренгой. Её русское название произошло, вероятнее всего, от нен. пюра ңо, что можно перевести как «бурлящий остров». Существует, однако, легенда, что слово «Уренгой» означает «гиблое место». Якобы, так называли Уренгой строители одного из лагерей ГУЛАГа, которые прокладывали железнодорожную магистраль Салехард — Игарка, строительство которой было свёрнуто после смерти Сталина. Для заключённых Уренгой действительно был гиблым местом, поэтому и появилась такая версия происхождения его названия.
В 1949 году посёлок стал конечным пунктом 501-й стройки и стыковки с 503-й стройки — дороги «Салехард — Игарка», на которой работало несколько тысяч заключённых.
В 1953 году стройку заморозили, а заключённых вывезли.
В 1964 году Таркосалинская группа партий Тазовской геофизической экспедиции в ходе изысканий тюменской нефти подтвердила наличие газа на Уренгойском месторождении.
1966 год считается годом рождения геологического посёлка Уренгой. Десант геологоразведчиков Нарыкарской нефтегазоразведочной экспедиции открыл первый газ на скважине Р-2. Первооткрывателями Уренгойского месторождения считаются буровой мастер В. Полупанов, мастер по испытанию Е. В. Шаляпин, начальник уренгойского участка глубокого бурения Л. А. Горловитов. Из скважины Р-2 глубиной 1285 метров 6 июня был получен газовый приток на открытый отвод 6,5 млн м³/сутки. Осенью из-под Игрима (из посёлка Нижние Нарыкары Березовского района) в Уренгой была переведена Нарыкарская нефтеразведочная экспедиция, которую возглавлял Иван Яковлевич Гиря.
Решением Тюменского областного исполнительного Комитета депутатов трудящихся от 11.08.1966 г. № 668 «Об образовании Уренгойского сельского Совета Пуровского района Ямало-Ненецкого национального округа», его первым председателем была назначена Мария Пантелеевна Пономарёва. С тех пор посёлок начал стремительно оформляться и расти. В посёлке были открыты: школа, клуб, больница, библиотека.
Открытие уникального по своим объёмам Уренгойского газового месторождения всколыхнуло всю страну, слово «Уренгой» начало мелькать на страницах газет и журналов в нашей стране и за рубежом, о нём говорили по радио и телевидению. Внимание специалистов нефте- и газоразведки было приковано к карте Западной Сибири. Молодёжь стремилась принять участие во Всесоюзной комсомольской стройке. Построенные магистральные газопроводы «Уренгой — Грязовец» (1981 г.), «Уренгой — Помары — Ужгород» (1983—84 гг.) и многие другие[уточнить] создали систему транспортировки сибирского газа.
Статус посёлка городского типа — с 1998 года.
Согласно решению Пуровской районной Думы от 06.09.2004 г. № 173 «О праздновании дней городов, посёлков и сёл Пуровского района», установлена дата празднования Дня посёлка Уренгой — первое воскресенье сентября.
С 2004 до 2020 гг. пгт образовывал городское поселение посёлок Уренгой, упразднённое в связи с преобразованием муниципального района в муниципальный округ..

## Население
| 1989    | 2002    | 2009    | 2010    | 2011    | 2012    | 2013    |
| ------- | ------- | ------- | ------- | ------- | ------- | ------- |
| 11 868  | ↘9329   | ↗9404   | ↗10 066 | ↗10 079 | ↗10 446 | ↗11 018 |
| 2014    | 2015    | 2016    | 2017    | 2018    | 2019    | 2020    |
| ↘10 817 | ↘10 268 | ↘10 190 | ↘10 082 | ↗10 092 | ↘9927   | ↗9997   |
| 2021    |         |         |         |         |         |         |
| ↘5845   |         |         |         |         |         |         |

## Жилая зона
Жилая зона п. Уренгой в представляет собой группу кварталов площадью 12-18 га, застроенных преимущественно 2-этажными деревянными домами. Одноэтажная застройка сосредоточена в основном в квартале «Молодёжный» и в п. Таёжный, находящемся в 750 м к востоку от основного жилого массива п. Уренгой.
По схематической карте климатического районирования для строительства п. Уренгой относится к 1-му климатическому району (подрайон I Б).

## Климат
Климат района — суровый, субарктический с длительной (около 7 месяцев) снежной морозной зимой, с ветрами, метелями и коротким (1,5-2,0 месяца) прохладным дождливым летом. Для климата характерен ультрафиолетовый дефицит с ультрафиолетовым «голоданием» в течение 4 месяцев (ноябрь—февраль) и биологически активная солнечная радиация до 2 месяцев (июнь—июль).
По данным наблюдений на метеорологической станции Уренгой, средняя годовая температура воздуха составляет минус 7,8 °C, средняя месячная температура января, самого холодного месяца, достигает минус 26,4° С. Абсолютный минимум января равен минус 56 °C.

## Экономика
Посёлок городского типа Уренгой имеет стабильную финансово-экономическую базу, единственным минусом которой является отсутствие диверсификации местной экономики, её привязка к топливно-энергетическому комплексу.
В 2005 году количество предприятий и организаций, действующих на территории муниципального образования посёлок Уренгой, составило 103 единицы, в том числе 4 предприятия федеральной формы собственности, 14 — муниципальные, 85 — частные.
Наибольший удельный вес по количеству предприятий занимают следующие отрасли экономики:
- добыча нефти, природного газа и газового конденсата,
- производство и распределение электроэнергии, газа и воды,
- образование,
- здравоохранение,
- прочие услуги.

Общая сумма инвестиционных вложений в основной капитал по муниципальному образованию посёлок Уренгой на конец 2005 года составила 713,87 млн руб., в том числе 574,85 млн руб. было профинансировано за счёт собственных средств предприятий, 90,12 млн руб. — за счёт средств окружного бюджета, 48,9 млн руб. — за счёт средств местного бюджета. В 2007 году объём инвестиций в основной капитал за счёт средств местного бюджета составил 3,17 млн руб.
16 октября 2020 года в присутствии губернатора Ямало-Ненецкого автономного округа Д. А. Артюхова состоялось открытие Пуровского моста, который на постоянной основе свяжет Уренгой с остальной Россией.

## Социальная сфера
Образование: 2 средних школы, 3 дошкольных учреждения, детская спортивная школа, культурно-спортивный комплекс.
Существует действующий православный храм Введения во Храм Пресвятой Богородицы.

## Жилищный фонд
Жилищный фонд пгт Уренгой состоит из 286 жилых домов. Из общего количества домов, 208 находятся в муниципальной собственности, 70 в частной, 8 домов имеют ведомственную принадлежность. Основная масса домов частной собственности расположены в микрорайонах «Молодёжный» и «Таёжный».

## Теплоснабжение
Теплоснабжение осуществляется от трех котельных, основной объём тепловой энергии для посёлка генерируется котельными № 2, № 3 и ПАКУ «Таёжный», остальные работают на локальные объекты и в поддерживающем режиме. Транспортировка теплоносителя осуществляется по системе трубопроводов с корректировкой гидравлических параметров на 11 повысительных насосных станциях № 11, № 12, № 21, № 33, № 42, № 55, № 65, № 66, № 85, № 93, ПНС «Школа». Производство и передачу тепловой энергии обеспечивает филиал АО «Ямалкоммунэнерго» в Пуровском районе «Тепло».
По материалу стен дома можно разделить на 3 группы:
- капитального исполнения (панели, блоки);
- деревянные сборно-щитовые;
- деревянные брусовые.

## Символика
Герб
В лазоревом поле с серебряным правым краем, обременённым девятью (троекратно два и один) лазоревыми горностаевыми хвостами, сопровождаемыми во главе лазоревой же восьмилучевой звездой с перемежающимися длинными и короткими лучами — вверху золотое пламя, под ним пурпурное отвлечённое остриё, окаймлённое серебром и увенчанное малым опрокинутым стропилом того же металла.
Щит увенчан золотой муниципальной короной установленного образца.
Серебряный фланг со звездой (Полярной) и горностаевыми хвостиками символизирует:
1. Возникновение посёлка как фактории.
2. Первенство в открытии нефтегазовых месторождений (звезда рождения).
3. Северное положение поселения, близость Полярного круга и границу тундры и лесотундры. Пурпурное остриё указывает на принадлежность к Пуровскому району, а также олицетворяет традиционный уклад местного населения в прошлом и геологоразведочные работы, послужившие началом освоения региона.

Флаг
Полотнище синего цвета с отношением ширины к длине 2:3, несущее у древка белую полосу (в ¼ полотнища). На белой полосе изображены восьмилучевая звезда и под ней девять геральдических горностаевых хвостов синего цвета, а по центру синей части полотнища — пламя и стилизованное жилище из герба городского поселения, изображённые сиреневым, белым и жёлтыми цветами.
Оборотная сторона зеркально воспроизводит лицевую.